# میرزا محمود نائینی

میرزا محمود خان نائینی

سید محمود خان نائینی یا میرزا محمود خان نائینی ملقب به حیرت علیشاه (درگذشت : ۱۳۳۸ هجری قمری در ماهان، کرمان)، اصلی‌ترین و شاخصترین مدعی جانشینی میرزا حسن اصفهانی ملقب به صفی‌علی‌شاه بود.

## خصوصیات
نورالدین مدرسی چهاردهی دربارهٔ او می‌نویسد:
یکی از چهره های درخشان قرن اخیر که داعیه جانشینی صفی را داشت حاج سید محمود خان نائینی (حیرت علیشاه) است که قیافه‌ای گیرا و جذاب داشت و بعضی او را از صفی برتر شمرده‌اند.

## انتصاب به جانشینی صفی
صفیعلیشاه، سه روز قبل از درگذشت خویش، میرزا محمود خان نائینی را به همراه تمامی مشایخ خویش احضار نمود و ضمن اندرز به آنها، از آنان خواست که با یکدیگر همراه و متحد باشند و پس از او، امور فقری را محمود خان اداره کرده و ظهیرالدوله به خاطر نفوذ و قدرت اجتماعیش، پشتیبان وی و  سایر فقرا و دراویش صفیعلیشاهی باشد. اما بر اساس نوشته مدرسی چهاردهی هنوز سه روز بیشتر از مرگ صفی نگذشته بود که  دبیرالممالک و میرزا دائی (که دائی  مهندس نشاط شوهر بانو شمس‌الضحی، دختر صفی بود)، به حمایت از ظهیرالدوله بنای ناسازگاری و اهانت و حتی هتاکی نسبت به محمود خان  گذاشتند و با شدت هر چه تمامتر به آزار و اذیت او مبادرت نمودند. از جمله عقرب و نجاست در حجره این صوفی می‌گذاشتند و.... در نتیجه محمود خان ناچار گردید به کرمان عزیمت کرده و در جوار آرامگاه شاه نعمت‌الله ولی در ماهان اقامت نماید. وی در جوار مرقد شاه نعمت‌الله خانه‌ای تهیه کرد و آن حیاط را به خانقاه تبدیل نمود. وی سرانجام نیز در همان مکان فوت نمود و به خاک سپرده شد که هم اکنون به مقبره مرشد معروف است. سید محمودخان در سال ۱۳۱۱ هجری قمری بمقام شیخی رسید و در سال ۱۳۳۸ ه. ق به قول دراویش، خرقه تهی نمود.

## متن فرمان جانشینی
فرمانی که از طرف صفیعلیشاه صادر گردید و به موجب آن میرزا محمودخان مدعی جانشینی صفی گردید، در باره این درویش نگاشته بعینه نقل قول می‌گردد.
هوالمستعان بعد از حمد خالق منان و درود بر روان عظیم البرهان هادی انس و جان و خلفای هدایت نشان آن برگزیده خالق جهان علیهم صلوات الله الملک المستعان بر ضمیر ارباب عیان و سالکان مسالک توحید و ایقان معلوم و مشهود باد جناب سیادت انتساب معارف آداب آقای میرزا محمود خان سالها است از روی عقیده و ایمان بادیه پیمای منهج فقر و عرفان است فقرای الهی در هر مکان باشند او را گرامی دارند و مقدمش را عزیز شمارند که هم از رسوم فقر با خبر است و هم صحبتش در مقام گفتار با اثر طالبان طریقت از ایشان اخذ آداب نمایند و در تکمیل مراتب خود با ایشان موافقت فرمایند و در تلقین اوراد و اذکار مامور است امید که پیر طریقت او را در همه حال مدد فرماید والسلام علی من اتبع الهدی تاریخ یازدهم شهر محرم الحرام هزار و سیصد و یازده ۱۳۱۱ میرزا حسن صفی علی محل مهر یا حسن التجاوز

## درباره او
سید محمود خان گاهی در کوچه و بازار بیک طالب درویشی بر می‌خورد در همان مکان دستور می‌داد تیمم کند و سپس باو تلقین ذکر می‌کرد سید محمود خان مرحوم محمد ابراهیم نمازی (نیازعلی) که از طرف صفی بمقام ارشاد رسیده بود بجانشینی خود انتخاب کرد.